# Мальграте
Мальграте, Мальґрате (італ. Malgrate) — муніципалітет в Італії, у регіоні Ломбардія, провінція Лекко.
Мальграте розташоване на відстані близько 510 км на північний захід від Рима, 50 км на північ від Мілана, 0 км на захід від Лекко.
Населення — 4313 осіб (2014).
Щорічний фестиваль відбувається 6 листопада. Покровитель — San Leonardo.

## Демографія
Населення за роками:

Станом на 1 січня 2023 року в муніципалітеті офіційно проживало 570 іноземців з 53 країн, серед них 52 громадяни країн Євросоюзу та 25 громадян України.

## Сусідні муніципалітети
- Гальб'яте
- Лекко
- Вальмадрера